# Фатална жена
Фатална жена је лик који се често појављује у књижевности и на филму. Обично је то заводница која користи своју моћ како би заробила јунака. Појам се први пут појавио у француском језику, као (фр. la femme fatale), док се појам Вамп усталио 1920-их у Холивуду, а потиче од привлачности и сексуализованости вампирица.
Иако су испочетка приказиване као зле, сексуално незаситне и подле, фаталне жене су се често јављале и као антијунакиње, па и покајнице. Данас је тај архетип добио значај жене која се стално колеба између добра и зла, али у оба случаја поступа безобзирно. Зло је увијек присутно, било у самој фаталној жени, било у љубавнику или некој другој повезаној особи, а јавља се кад се традиционална улога жене као покорне љубавнице сукоби с другим циљевима. 
Могло би се рећи да је фатална жена трагичан лик зато што разлози њезиних поступака остају скривени свима, па и њој. Њена личност је тајна за мушкарце, због чега их привлачи, али и за њу саму.

## 1940-их година
Фатална жена је средишњи женски лик америчког филм ноара 1940-их година.

## 2000-те године
Фатална жена је средишњи женски лик филма Фатална жена, са Ребеком Ромејн у главној улози.

## 2010-те године
Америчка певачица Бритни Спирс издала је 2011. године свој седми студијски албум Femme Fatale (Фатална Жена).

## Особине
- несугласност појаве и нарави
- прееротизована женска атрактивност
- интелигенција и емотивна хладноћа
- манипулативне способности
- тежња ка моћи
- самоодређена сексуалност
- деструктивна прекорачења норми и закона

- Toni Bentley (2002) Sisters of Salome. Salome considered as an archetype of female desire and transgression and as the ultimate femme fatale.